# 16703 Richardstrauss
16703 Richardstrauss este o planetă minoră (asteroid), cu un diametru de 3,132 km, din centura de asteroizi. A fost descoperită pe 2 martie 1995 la Observatorul Național Kitt Peak de Spacewatch și a fost numită după Richard Strauss. 
Obiectul prezintă o orbită caracterizată de o semiaxă mare de 2,4406591 UAi, o excentricitate de 0,17, o înclinație de 8,93851 ° în raport cu ecliptica.